# Chiesa della Santissima Trinità (Fossano)

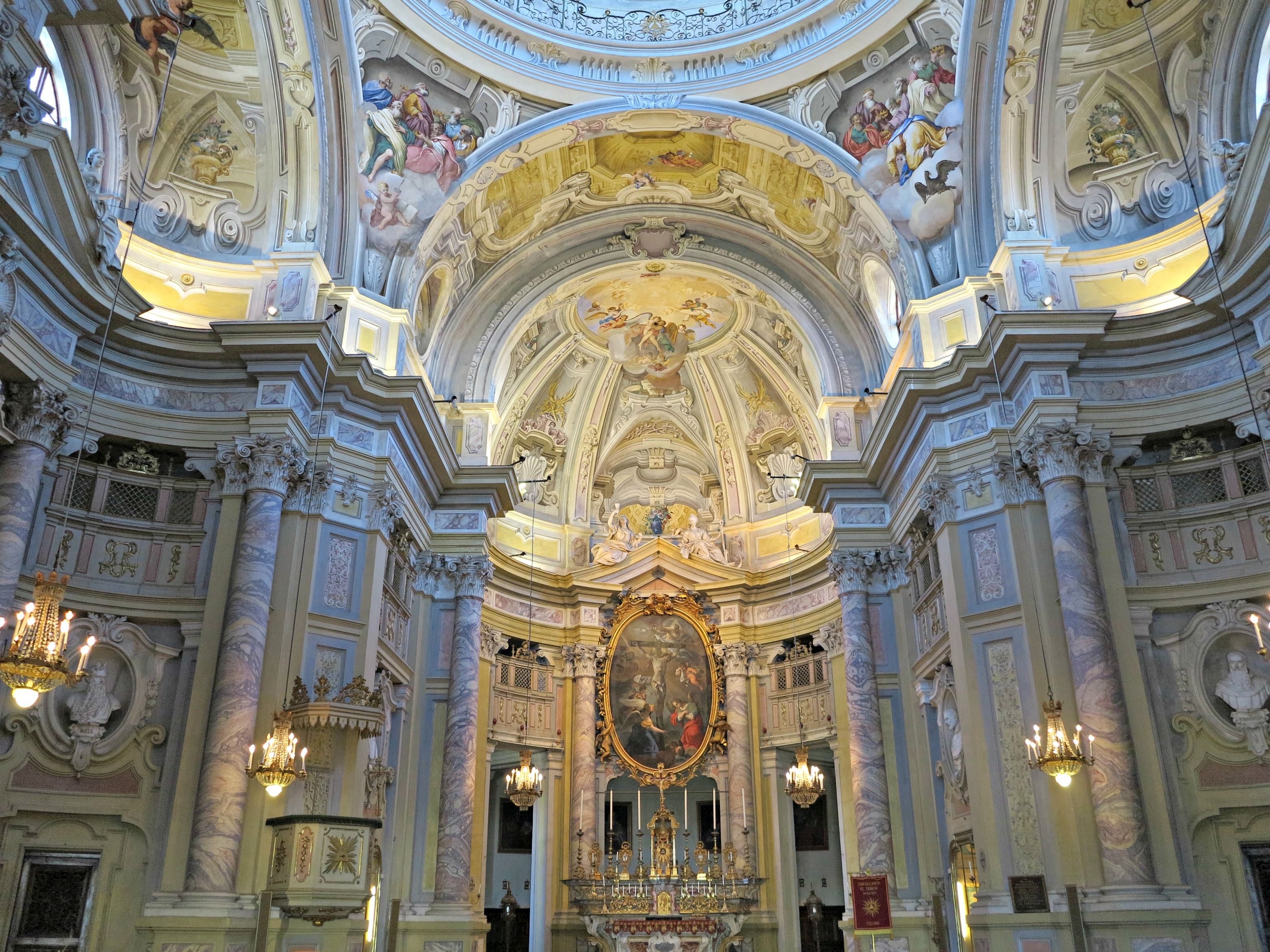
L'interno della chiesa

La chiesa della Santissima Trinità  o dei Battuti Rossi, progettata dell'architetto Francesco Gallo fu eretta a Fossano tra il 1723 ed il 1728 in uno stile barocco molto raffinato: l'edificio è interamente in cotto e presenta una facciata concava dalla grande armonia ed un campanile fortemente slanciato. Continuo alla chiesa si erge l'ospedale Civile, anch'esso realizzato dal Gallo e rivestito esternamente in cotto.